# Talleres Gambier
El taller-almacén Vías Obras fue creado para reparar coches, trenes y vías de todo el sistema ferroviario de las zonas Sur y Oeste, Ferrocarril Roca y Belgrano Sur. Los talleres, los más grandes de Sudamérica, ocupan unos 50.000 m² y van desde la calle 131 hasta la calle 140. 
La historia cuenta que en su mejor momento nueve grúas (algunas de hasta 70 metros de altura), entraban en funcionamiento a las 5.00 hs. de la mañana y a veces seguían funcionando toda la noche. Los 2.500
trabajadores se repartían entre los turnos de la mañana y la tarde; la mayoría de los
obreros vivían en Los Hornos, en pequeñas y modestas casas. En el barrio
sobraba trabajo, ya que todas las líneas de trenes usaban los talleres para hacer
reparaciones.
Los talleres de Gambier eran los únicos que podían soldar 372 metros lineales de
vías. Los perfiles venían de SOMISA, en vigas de 18 metros de largo, el largo de las
soldaduras de las vigas que conforman los rieles le dan solidez y unidad a las vías y
tiene que ver con la velocidad conque pueden funcionar los trenes, más allá de la
tecnología de los coches. 
Hoy, todos esos días de bonanza son un mero recuerdo y hay muchísimos
pobladores de Los Hornos que realizaron retiros voluntarios de los talleres, aquellos
que no aceptaron ir a trabajar a los talleres de Retiro y que cobraron la
indemnización, haciendo luego proliferar pequeños comercios y kioscos en el barrio.
La Estación del Ferrocarril de Gambier, sobre la avenida 31 y la calle 52 conectaba
la Estación de Meridano V La Plata, con Avellaneda, con empalme a Constitución.
Los talleres fueron mermando paulatinamente su actividad, hasta que en el año
1977, fueron cerrados los ramales a Avellaneda y para el año 1992, quedaban
solamente 1000 empleados.

## Reactivación
Hacia el año 2003, un 19 de noviembre, con motivo del cumpleaños de la ciudad, se
anuncia la reactivación de las actividades de los talleres, la
empresa Alstom que había realizado un contrato con el Estado para ensamblar y
alistar 65 coches para el subte de Buenos Aires, utilizando 4 de las 12 naves del predio.
Al día de la fecha ,la empresa sigue operando en el lugar
A finales de 2014 se instala la empresa Vossloh Cogifer en cooperación con el estado para la fabricación de ADV. En 2016 el estado se desprende de la sociedad, y en 2019 la empresa es vendida a una firma local. A principio de 2024,debido a la paralización de la obra publica, la empresa INFESUR cierra sus operaciones y despide todo el personal.